# Liz Garbus
Liz Garbus nata Elizabeth Freya Garbus, (11 aprile 1970) è una regista e produttrice cinematografica statunitense.
Tra le sue opere più note  The Farm: Angola, USA, Ghosts of Abu Ghraib, Bobby Fischer Against the World, Love, Marilyn - I diari segreti e What Happened, Miss Simone?

## Biografia
Figlia della scrittrice e terapista Ruth Meitin Garbus è cresciuta a New York.. La sua famiglia è di origine ebraica.
Nel 1992 si è laureata, magna cum laude, in storia alla Brown University.
Durante il liceo, ha realizzato un documentario sull'ultimo giorno di scuola degli studenti  e mentre studiava all'università ha frequentato un corso per produttrice di video.

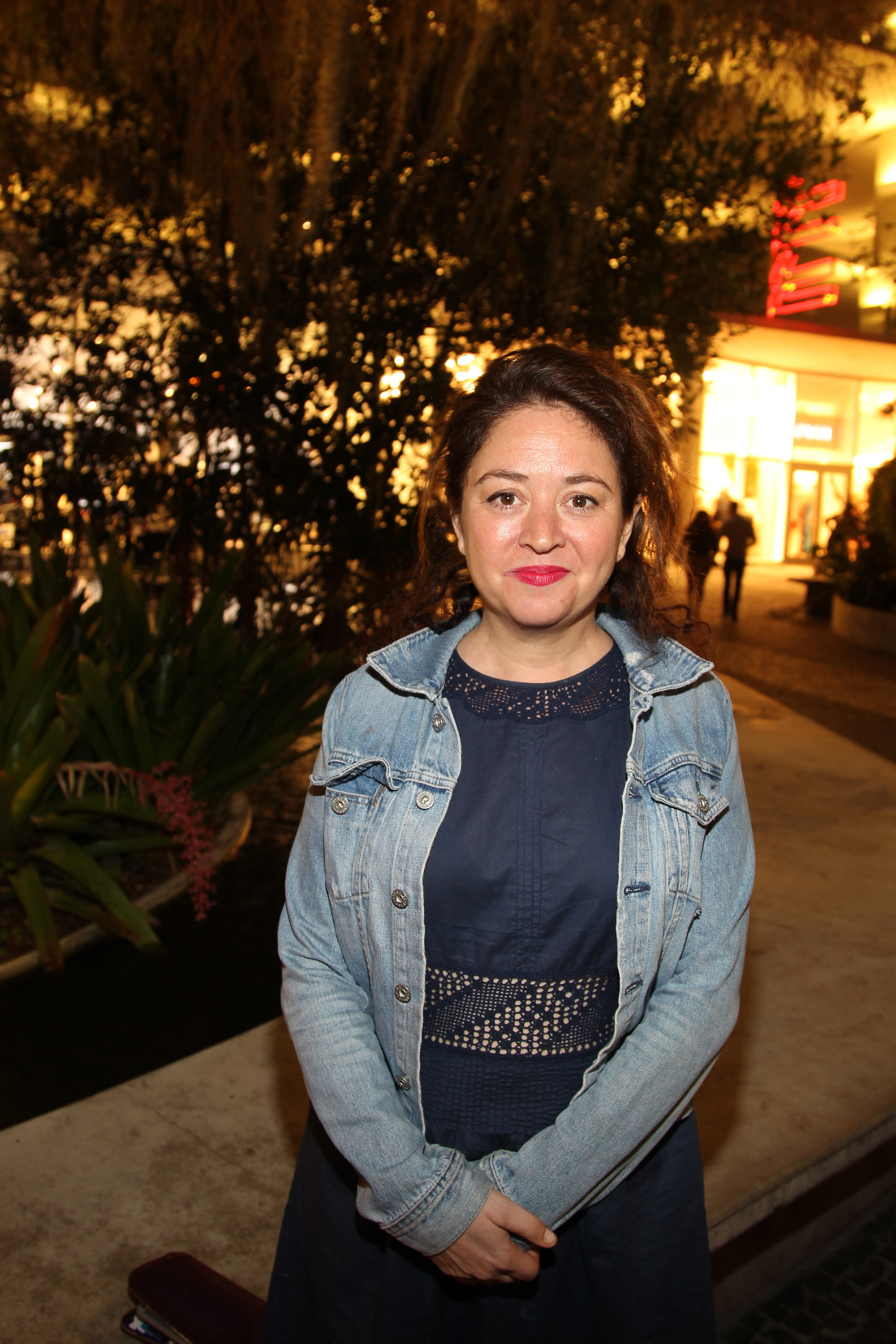
Liz Garbus al Miami Film Festival alla presentazione di Nothing Left Unsaid

Ha iniziato a lavorare per la Miramax e successivamente ha collaborato con il regista Jonathan Stack.
Nel 1998 ha diretto, assieme a Jonathan Stack, The Farm: Angola, USA che è stato candidato al premio Oscar. Il film ha ottenuto diversi premi, tra i quali il Sundance Grand Jury Prize e due premi Emmy.
Nel 1998, assieme alla sua compagna di studi Rory Kennedy, ha fondato una casa di produzione indipendente, la Moxie Firecracker Films. Il nome dell'azienda è una combinazione delle società di produzione, precedentemente separate, di ognuna delle due: la società della Kennedy si chiamava Moxie e quella della Garbus Firecracker.
Il suo film del 2002, The Execution of Wanda Jean, è stato presentato al Sundance Film Festival.
Nel 2003 ha diretto The Nazi Officer's Wife, con Susan Sarandon e Julia Ormond.
Nel 2005, con Rory Kennedy ha prodotto Street Fight proposto per il premio Oscar.
Nel 2006, le due, assieme all'attrice Rosie Perez hanno prodotto Yo Soy Boricua.
Il suo film del 2007, Ghosts of Abu Ghraib ha avuto la prima al Sundance e si e aggiudicato un premio Emmy.
Ancora nel 2007 ha diretto il film Coma, andato in onda su HBO nel luglio dello stesso anno. Il film narra di quattro pazienti con lesioni cerebrali sottoposti a trattamento presso la JFK-Johnson Medical Facility del New Jersey.
Il suo film del 2009, Shouting Fire: Stories from the Edge of Free Speech (HBO) è stato presentato al Sundance Film Festival.
Nel 2011, Something Wrong with Aunt Diane è stato scelto per far parte della serie estiva di HBO Documentary Films.
Nello stesso anno ha diretto Bobby Fischer Against the World, sulla guerra fredda tra gli scacchisti Bobby Fischer e Boris Spassky del 1972. Il film ebbe la prima su HBO e aprì la sezione documentari al Sundance Film Festival.
Anche Bobby Fischer Against the World ha aperto la sezione documentari del 2011 al Sundance Film Festival, riservata ai maggiori documentaristi statunitensi.
Lo stesso anno ha ricevuto la seconda candidatura al premio Oscar per il suo film Killing in the Name, prodotto con Rory Kennedy.
Il suo film del 2012, Love, Marilyn - I diari segreti con Elizabeth Banks, Ellen Burstyn, Glenn Close, Viola Davis, Jennifer Ehle, Lindsay Lohan, Lili Taylor, Uma Thurman, Marisa Tomei e Evan Rachel Wood è stato presentato alla serata inaugurale del  Toronto International Film Festival, nel 2012, e acquistato dalla HBO per la nuova stagione 2013.
Nel 2015 ha diretto What Happened, Miss Simone? un documentario sulla cantante Nina Simone. Il documentario è stato presentato al Sundance Film Festival ed ottenne: la nomina al premio Oscar come miglior documentario del 2015, un premio Grammy come miglior film musicale del 2015 e la Garbus venne proposta per il DGA Award per un eccezionale risultato da regista nel documentario. Il film è stato trasmesso da Netflix il 26 giugno 2015 e vinse un premio Emmy come miglior documentario.
Nel marzo del 2016 è stato annunciato che Liz Garbus avrebbe diretto il film, da una sceneggiatura di Michael Werwie tratta dal romanzo omonimo di Robert Kolker. La produzione faceva capo a Kevin McCormick, David Kennedy, Rory Koslow, Amy Nauiokas e Anne Carey. Nel febbraio 2017 anche Sarah Paulson venne inserita nel cast. Nel maggio 2018, Amy Ryan ha sostituito la Paulson, a seguito della distribuzione da parte di Netflix.

## Filmografia
| Anno | Film                                                     | Regista | Produttore | Note                                                  |
| ---- | -------------------------------------------------------- | ------- | ---------- | ----------------------------------------------------- |
| 1996 | Final Judgment: The Execution of Antonio James           |         | si         |                                                       |
| 1998 | The Farm: Angola, USA                                    | si      | si         |                                                       |
| 1999 | Different Moms                                           | si      | si         |                                                       |
| 2000 | Epidemic Africa                                          |         | si         | cortometraggio                                        |
| 2000 | The Changing Face of Beauty                              | si      | si         | con Rory Kennedy                                      |
| 2000 | Juvies                                                   | si      | si         |                                                       |
| 2000 | The Travelers                                            | si      | si         | True Life – MTV                                       |
| 2002 | The Execution of Wanda Jean                              | si      | si         |                                                       |
| 2002 | Schooling Jewel                                          |         | si         |                                                       |
| 2003 | Together: Stop Violence Against Women                    |         | si         |                                                       |
| 2003 | A Boy's Life                                             |         | si         |                                                       |
| 2003 | The Nazi Officer's Wife                                  | si      |            |                                                       |
| 2003 | Pandemic: Facing AIDS                                    |         | si         | miniserie televisiva di documentari                   |
| 2003 | Girlhood                                                 | si      | si         |                                                       |
| 2003 | Con Man                                                  |         | si         |                                                       |
| 2004 | Indian Point: Imagining the Unimaginable                 |         | si         |                                                       |
| 2005 | Xiara's Song                                             | si      | si         | Cinemax                                               |
| 2005 | Street Fight                                             |         | si         | P.O.V.                                                |
| 2006 | Yo soy Boricua, pa'que tu lo sepas!                      | si      | si         | co Rosie Perez                                        |
| 2006 | "The Homestead Strike"                                   |         | si         | Ten Days That Unexpectedly Changed America – episodio |
| 2007 | "Brain Imaging Brookhaven National Laboratory"           | si      | si         | Addiction – episodio                                  |
| 2007 | Coma IV                                                  | si      | si         |                                                       |
| 2007 | Ghosts of Abu Ghraib                                     |         | si         |                                                       |
| 2009 | Shouting Fire: Stories from the Edge of Free Speech      | si      | si         |                                                       |
| 2010 | Family Affair                                            |         | si         |                                                       |
| 2010 | The Fence (La Barda)                                     |         | si         | cortometraggio                                        |
| 2010 | Killing in the Name                                      |         | si         | cortometraggio                                        |
| 2011 | Bobby Fischer Against the World                          | si      | si         |                                                       |
| 2011 | There's Something Wrong with Aunt Diane                  | si      | si         |                                                       |
| 2011 | The Fight for Fischer's Estate                           | si      | si         | cortometraggio video                                  |
| 2011 | Chess History                                            | si      | si         | cortometraggio video                                  |
| 2011 | Focus Forward: Short Films, Big Ideas                    | si      |            | cortometraggio                                        |
| 2012 | Love, Marilyn - I diari segreti                          | si      | si         |                                                       |
| 2012 | Robot                                                    | si      | si         |                                                       |
| 2014 | A Good Job: Stories of the FDNY                          | si      | si         |                                                       |
| 2013 | Before the Spring: After the Fall                        | si      | si         |                                                       |
| 2015 | What Happened, Miss Simone?                              | si      | si         |                                                       |
| 2016 | Nothing Left Unsaid: Gloria Vanderbilt & Anderson Cooper | si      | si         |                                                       |
| 2018 | The Fourth Estate                                        | si      | si         |                                                       |
| 2018 | A Dangerous Son                                          | si      | si         |                                                       |
| 2019 | Who Killed Garrett Phillips?                             | si      |            | documentario in due parti                             |
| 2020 | Lost Girls                                               | si      | no         |                                                       |